# Plocaederus
Genre
Plocaederus est un genre d'insectes coléoptères de la famille des Cerambycidae, sous-famille des Cerambycinae et de la tribu des Cerambycini.

## Dénomination
Le genre Plocaederus a été décrit par l'entomologiste Johann Carl Megerle von Mühlfeld en 1835.

### Synonymie
- Plocaderus

## Taxinomie
Liste d'espèces 
- Plocaederus barauna (Martins & Monné, 2002)
- Plocaederus bipartitus (Buquet, 1860)
- Plocaederus confusus (Martins & Monné, 2002)
- Plocaederus dozieri (Martins & Galileo, 2010)
- Plocaederus fasciatus (Martins & Monné, 1975)
- Plocaederus fragosoi (Martins & Monné, 2002)
- Plocaederus fraterculus (Martins, 1979)
- Plocaederus glaberrimus (Martins, 1979)
- Plocaederus glabricollis (Bates, 1870)
- Plocaederus inconstans (Gounelle, 1913)
- Plocaederus mirim (Martins & Monné, 2002)
- Plocaederus pactor (Lameere, 1885)
- Plocaederus pisinnus (Martins & Monné, 1975)
- Plocaederus plicatus (Olivier, 1790)
- Plocaederus rugosus (Olivier, 1795)
- Plocaederus rusticus (Gounelle, 1909)
- Plocaederus yucatecus (Chemsak & Noguera, 1997)

### Article lié
- Cerambycini